# 东孟加拉
东孟加拉（羅馬化：Purbô Bangla/Purbôbongo）是巴基斯坦自治領的一個行政區，位於孟加拉地區东部。1947年巴基斯坦自治領成立時，進行孟加拉分省，東孟加拉随之成立。東孟加拉的人口中穆斯林佔據多數。1955年，东孟加拉改制为東巴基斯坦，原本的東孟加拉的立法機構和政府隨之解散。